# Tindouf
Tindouf là một đô thị thuộc tỉnh Tindouf, Algérie. Dân số thời điểm năm 2002 là 25.266 người.

## Khí hậu
Tindouf có khí hậu sa mạc nóng (phân loại khí hậu Köppen BWh).
| Dữ liệu khí hậu của Tindouf             | Dữ liệu khí hậu của Tindouf | Dữ liệu khí hậu của Tindouf | Dữ liệu khí hậu của Tindouf | Dữ liệu khí hậu của Tindouf | Dữ liệu khí hậu của Tindouf | Dữ liệu khí hậu của Tindouf | Dữ liệu khí hậu của Tindouf | Dữ liệu khí hậu của Tindouf | Dữ liệu khí hậu của Tindouf | Dữ liệu khí hậu của Tindouf | Dữ liệu khí hậu của Tindouf | Dữ liệu khí hậu của Tindouf | Dữ liệu khí hậu của Tindouf |
| Tháng                                   | 1                           | 2                           | 3                           | 4                           | 5                           | 6                           | 7                           | 8                           | 9                           | 10                          | 11                          | 12                          | Năm                         |
| --------------------------------------- | --------------------------- | --------------------------- | --------------------------- | --------------------------- | --------------------------- | --------------------------- | --------------------------- | --------------------------- | --------------------------- | --------------------------- | --------------------------- | --------------------------- | --------------------------- |
| Trung bình ngày tối đa °C (°F)          | 20.9 (69.6)                 | 23.8 (74.8)                 | 28.3 (82.9)                 | 30.8 (87.4)                 | 34.2 (93.6)                 | 39.1 (102.4)                | 43.8 (110.8)                | 42.3 (108.1)                | 37.8 (100.0)                | 32.3 (90.1)                 | 26.3 (79.3)                 | 21.8 (71.2)                 | 31.8 (89.2)                 |
| Trung bình ngày °C (°F)                 | 13.2 (55.8)                 | 16.2 (61.2)                 | 20.1 (68.2)                 | 22.4 (72.3)                 | 25.0 (77.0)                 | 29.3 (84.7)                 | 35.0 (95.0)                 | 34.3 (93.7)                 | 29.7 (85.5)                 | 24.2 (75.6)                 | 19.0 (66.2)                 | 14.4 (57.9)                 | 23.6 (74.4)                 |
| Tối thiểu trung bình ngày °C (°F)       | 6.3 (43.3)                  | 8.9 (48.0)                  | 12.8 (55.0)                 | 14.3 (57.7)                 | 16.5 (61.7)                 | 20.8 (69.4)                 | 26.4 (79.5)                 | 26.0 (78.8)                 | 22.3 (72.1)                 | 17.7 (63.9)                 | 11.8 (53.2)                 | 8.0 (46.4)                  | 16.0 (60.8)                 |
| Lượng Giáng thủy trung bình mm (inches) | 2.6 (0.10)                  | 12.4 (0.49)                 | 4.0 (0.16)                  | 0.6 (0.02)                  | 2.8 (0.11)                  | 0.8 (0.03)                  | 0.8 (0.03)                  | 2.3 (0.09)                  | 12.0 (0.47)                 | 9.9 (0.39)                  | 1.2 (0.05)                  | 6.5 (0.26)                  | 55.9 (2.2)                  |
| Nguồn: Meteo-Climat                     |                             |                             |                             |                             |                             |                             |                             |                             |                             |                             |                             |                             |                             |